# Buck Grove
Buck Grove – miasto w Stanach Zjednoczonych, w stanie Iowa, w hrabstwie Crawford. 

## Demografia
Zgodnie ze spisem statystycznym z 2000, miasto liczyło 49 mieszkańców. W 2023 liczba mieszkańców spadła do zaledwie 34 osób, a gęstość zaludnienia poniżej 38 osób/km².